# Задлер, Йозеф
Йозеф За́длер (нем. Joseph Sadler, 1791—1849) — венгерский ботаник.

## Биография
Родился 6 мая 1791 года в Пресбурге (современная Братислава). В 1815 году окончил Пештский университет, после чего стал работать ассистентом по химии и ботанике.
В 1820 году получил степень доктора медицины в Пештском университете, с 1821 года работал хранителем зоологического и минералогического отделений Венгерского национального музея.
С 1826 года Задлер возглавлял медицинский факультет Пештского университета. С 1834 года до своей смерти Задлер — профессор и директор Ботанического сада Университета.
Скончался в Пеште 12 марта 1849 года.

## Некоторые научные публикации
- Sadler J. Verzeichniss der um Pesth und Ofen wildwachsenden phanerogamischen Gewächse. — Pesth, 1818. — 79 p.
- Sadler J. Flora comitatus pestiensis. — Pestini, 1825—1826. — 2 pts.

## Роды и некоторые виды растений, названные именем Й. Задлера
- Sadleria Kaulf., 1824
- Centaurea sadleriana Janka, 1878 — Centaurea scabiosa subsp. sadleriana (Janka) Asch. & Graebn.
- Ferula sadleriana Ledeb., 1844
- Sesleria sadleriana Janka, 1884